# زنان در مصر
نقش زنان در مصر در طول تاریخ، از دوران باستان تا مدرن تغییر کرده‌است. از اولین اسناد باستان‌شناسی مصر نقش زنان صرف نظر از وضعیت تأهل تقریباً برابر با مردان در جامعه مصر در نظر گرفته شده‌است.

## زنان در مصر باستان

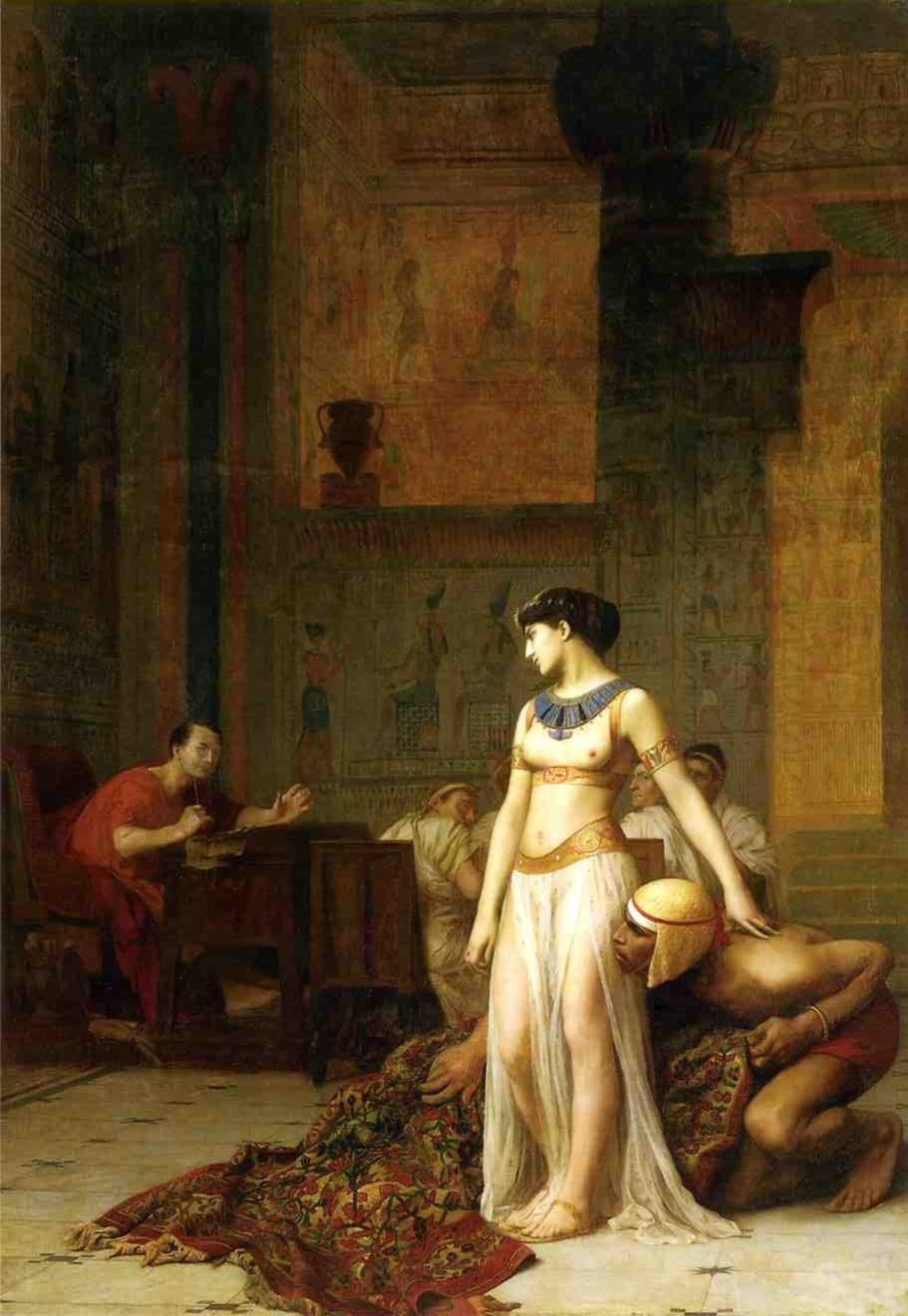
کلئوپاترا و جولیوس سزار

در دوران کودکی، زنان بزرگتر تنها وابسته به پدران و برادران بزرگتر خود بودند. هنگامی که زنان ازدواج می‌کردند، آنها برای تصمیم‌گیری به همسرشان وابسته بودند، در حالی که خود زنان به انجام کارهای خانگی مشغول می‌شدند.
از طرف خانواده‌های شوهرشان انتظار می‌رفت که زنان، فرزندان فرزند پسر به دنیا آورند. برای زوجین متأهل معمول بود که فرزندآوری خود را ادامه دهند تا حداقل دو فرزند پسر داشته باشند. ناباروری برای زنان مصری بدبختی جدی و همچنین عدم توانایی در زاییدن فرزند پسر تلقی می‌شد. به زنانی که فقط دختر زاده بودند، نامهای تحقیرآمیز مانند «مادران عروس» داده می‌شد. خانواده ای با فرزندان خوب به نظر می‌رسید که از امنیت مناسبی برخوردار باشند. تصور می‌شد که یک زن مصری هنگام ازدواج پسرانش در اوج قدرت خود بود زیرا او به‌طور خودکار کنترل خانواده‌های تازه در حال رشد پسران خود را به دست می‌آورد.
زنان به‌طور سنتی مشغول انجام کارهای خانگی و تربیت فرزند بوده‌اند و به‌ندرت فرصت تماس با مردان خارج از خانواده را داشته‌اند. زنان سلطنتی مصری تأثیر زیادی بر جامعه مصر گذاشتند. ملکه تیه، مادربزرگ پادشاه توت چنان در سیاست گنجانیده شده بود که پادشاه میتانی همسایه برای تأمین حسن نیت بین مردم خود برای پس از صعود پسرش آخناتن به تخت سلطنت ، خطاب به او نامه نوشت.
کلئوپاترا و نفرتیتی از جمله حاکمان شناخته شده در جامعه مصر بودند. کلئوپاترا معروف بود که در حدود ۳۱ سال قبل از میلاد با مارک آنتونی حکومت کرده بود. نفرتیتی همسر ارشد فرعون مصری، آمنهوتپ چهارم بود. معروف شده‌است که نفرتیتی یک زن فعال مصری در جامعه بوده‌است. علاوه بر حاکمان زن مصری، هتشپسوت پنجمین فرعون از دودمان هجدهم پادشاهی مصر باستان بود که برای ۲۲ سال مقام فرعون مصر را برعهده داشت و آن سرزمین را به یک کشور مقتدر تبدیل کرد دوره حکومت حتشپسوت اوج قدرت و شکوفایی مصر در هر زمان دیگری بود که بیشتر به عنوان عصر طلایی تاریخ مصر نیز شناخته می‌شود.
حتشپسوت میان سال ۱۴۸۱ تا ۱۴۷۹ و به عنوان قدرت پشت تخت بجای شوهرش توتمس دوم بر مصر فرمان راند، و میان سال‌های ۱۴۷۹-۱۴۵۸ (پیش از میلاد) بر سر کار حکومت به صورت رسمی و مطلق بود و گمان می‌رود که هفت سال از این تاریخ را در کنار و همراه با پسرخوانده‌اش توتمس سوم به فرمانروایی می‌پرداخته‌است. بر پایهٔ دانسته‌ها او پس از شهبانو سوبک‌نفرو از دودمان دوازدهم دومین زنی است که شهبانوی هر دوبخش هم مصر پایین و هم بالا می‌بود.

## وضعیت مدرن

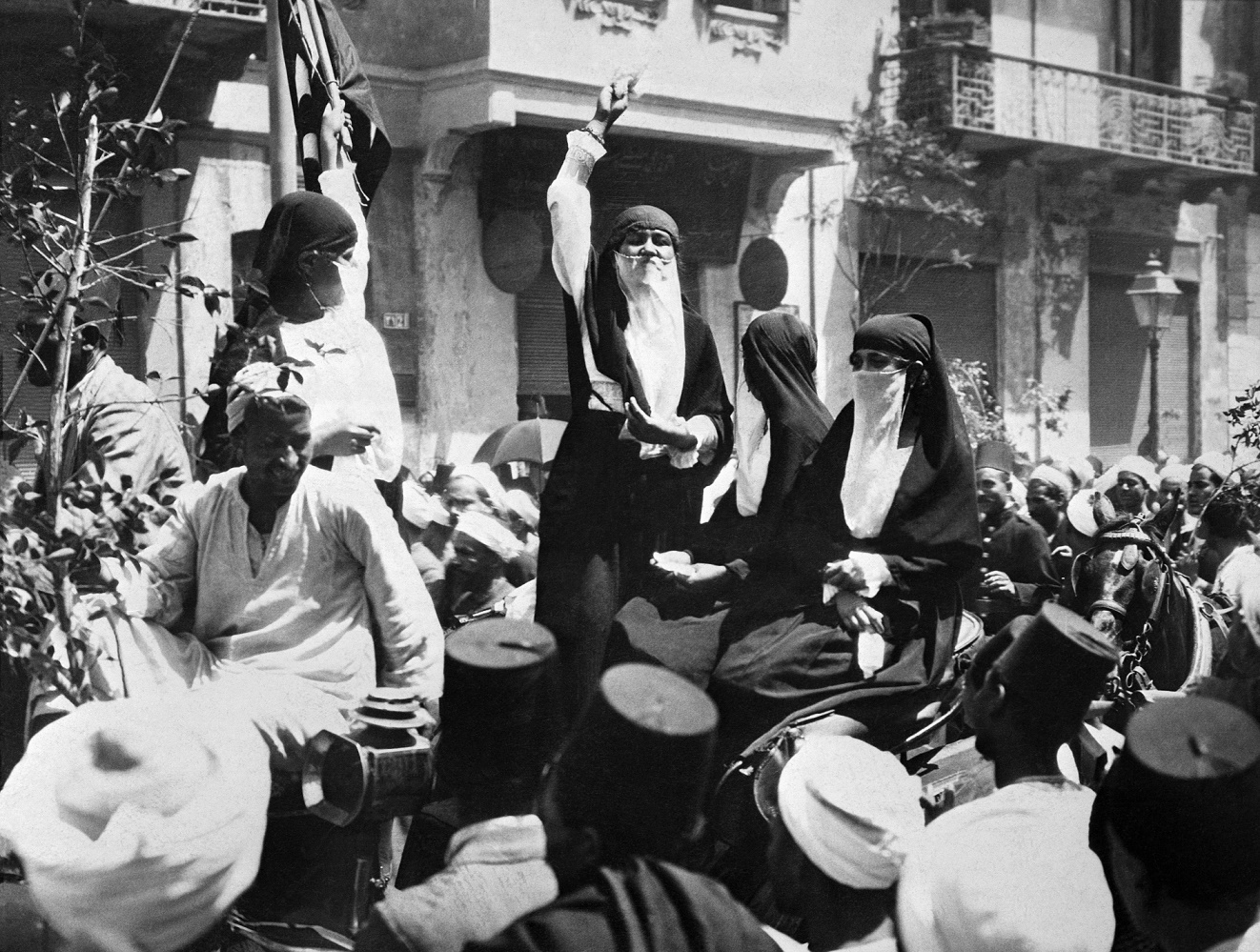
اولین بار که به زنان مصری اجازه آزادی بیان در عموم داده می‌شود - ژوئن ۱۹۱۹

برای محدود کردن ارتباط زنان با مردان به عنوان سنت ، شیوه‌هایی از جمله حجاب و جداسازی جنسیتی در مدارس، کار و تفریح رایج شده‌است. علاوه بر این، خانواده‌های طبقه پایین، تمایل داشتند که دختران را از مدرسه خارج کنند و از ادامه تحصیل آنان جلوگیری به عمل می‌آمد، زیرا به بلوغ رسیده بودند و باید تعامل خود را با مردان به حداقل می‌رساندند. مردان طبقه پایین غالباً ازدواج را با زنانی که در انزوا قرار گرفته بودند، ترجیح می‌داد تا با کسانی که در دوره متوسطه کار کرده بودند یا در آن شرکت می‌کردند.

## ازدواج و طلاق
ازدواج در جامعه مصر باستان بخش مهمی محسوب می‌شد. ازدواج یک امر تقریباً کاملاً خصوصی بود و در نتیجه، بسیاری از سوابق ازدواج حفظ نشده‌است. علاوه بر این، همه ازدواج‌های مصر تنظیم نشده‌اند، بلکه بیشتر دختران خانواده‌های خود را به خاطر رضایت همسر خود در آینده متقاعد می‌کردند.
زنان مصری که متأهل بودند بسیار مورد تأیید قرار می‌گرفتند. ازدواج دختران پس از سن قاعدگی مانند ۱۴ سالگی معمول بود. آنها معمولاً پس از ترک خانه پدرشان، متأهل تلقی می‌شدند. همچنین تأیید شده بود که هرچند این زن تحت مراقبت همسر خود قرار گرفت، اما شوهرش سرپرست قانونی وی نشده و این زن هنگام کنترل دارایی‌های خود، مستقل می‌ماند. برای زنان غیر سلطنتی در مصر باستان، عنوان همسر نیز با عنوان «معشوق خانه» آمده‌است. نقش همسر به عنوان مراقبت کننده از خانه بود.

## اشخاص حقیقی
- جهان السادات
- قاسم امین
- راویا آتیه
- نوال ال سعاداوی
- استر فانوس
- مایا مرسی، رئیس شورای ملی مصر برای زنان
- هدی شعراوی
- دوریا شفیک
- صفیه زاغلو